# Trần Tuyên công
Trần Tuyên công (chữ Hán: 陳宣公; trị vì: 692 TCN - 648 TCN), tên thật là Quy Chử Cữu (媯杵臼 - hay Quy Xử Cữu), là vị vua thứ 16 của nước Trần – chư hầu nhà Chu trong lịch sử Trung Quốc.

## Thân thế
Trần Tuyên công là con thứ của Trần Hoàn công – vua thứ 12 nước Trần, em của Trần Lệ công Quy Dược và Trần Trang công – vua thứ 14 và 15 nước Trần. Năm 693 TCN, Trang công mất, Quy Chử Cữu lên nối ngôi, tức là Trần Tuyên công.

## Sự nghiệp
Năm 681 TCN, nước Tống có loạn. Tống Mẫn công bị Nam Cung Trường Vạn giết. Trường Vạn lập Tử Du lên ngôi. Người nước Tống cùng nhau lập em Mẫn công là Hoàn công lên ngôi và tiến đánh về kinh, giết chết Tử Du. Nam Cung Trường Vạn đẩy xe chở mẹ chạy sang nước Trần, chỉ trong 1 ngày đã tới nơi.
Trần Tuyên công dung nạp Nam Cung Trường Vạn. Tống Hoàn công sai người sang đề nghị nộp trả Vạn, kèm theo của biếu. Trần Tuyên công bèn sai đàn bà, con gái chuốc rượu cho Vạn say rồi lấy da tê trói lại, đưa sang nước Tống. Nước Tống giết chết Vạn.
Năm 676 TCN, Chu Huệ Vương lập người con gái nước Trần làm hậu. Năm 674 TCN, ông mang quân đánh phá đất Tây Bỉ của nước Lỗ.
Trần Tuyên công đã lập con lớn là thế tử Ngự Khấu, nhưng sau đó lấy người vợ thứ sinh được con trai khác là Khoản. Năm 672 TCN, Trần Tuyên công yêu Quy Khoản bèn giết thế tử Ngự Khấu. Người cùng cánh với Ngự Khấu là công tử Quy Hoàn – con thứ của Trần Lệ công, cháu gọi Tuyên công bằng chú, năm đó 33 tuổi – chạy sang nước Tề nương nhờ Tề Hoàn công. Tề Hoàn công thu dụng Quy Hoàn cho làm quan ở đất Điền, con cháu sau này chính là họ Điền Tề thời Chiến Quốc.
Năm 656 TCN, bá chủ Tề Hoàn công đánh nước Sái và nước Sở, tiến đến Thiệu Lăng. Khi chư hầu chuẩn bị rút quân về nước, đại phu Viên Đào Đồ nước Trần không muốn quân chư hầu qua nước mình, bèn giả lệnh Tề Hoàn công nói với các đạo quân đi theo hướng đông chứ không qua đường phía bắc là địa phận nước Trần và nước Trịnh. Thân hầu bèn tố cáo với Tề Hoàn công rằng đi đường Trần Trịnh mới sẵn lương thực và không lo bị quân Đông Di đánh úp. Tề Hoàn công hiểu ra dụng ý của Viên Đào Đồ muốn vì lợi riêng cho nước Trần (không phải cung đốn lương thực cho chư hầu), bèn bắt giam Viên Đào Đồ.
Cuối năm đó, Tề Hoàn công tập hợp chư hầu kéo sang đánh nước Trần. Trần Tuyên công xin giảng hòa. Tề Hoàn công bèn thả Viên Đào Đồ.
Sang năm 655 TCN, Trần Tuyên công đi hội chư hầu do Tề Hoàn công làm chủ ở đất Thủ Chỉ. Trong thời gian làm vua, ông nhiều lần đi hội chư hầu.
Năm 648 TCN, Trần Tuyên công qua đời. Ông ở ngôi được 45 năm. Con ông là Quy Khoản lên nối ngôi, tức là Trần Mục công.